# 科林斯鎮區 (內布拉斯加州水牛縣)
科林斯鎮區（英語：Collins Township）是位於美國內布拉斯加州水牛縣的一個行政鎮區。

## 地方資料
科林斯鎮區的面積為64.72平方千米，當中陸地面積為62.36平方千米，而水域面積為2.36平方千米。根據2020年美國人口普查的數據，當地共有人口1636人，而人口密度為每平方千米25.28人。